# 위성초등학교
위성초등학교는 대한민국 경상남도 함양군 소재의 초등학교다.

## 학교 연혁
- 1964.09.01 함양국민학교 천령분교장으로 개교
- 1967.11.27 위성국민학교로 독립 인가
- 1968.03.01 위성국민학교 개교
- 1971.02.16 제1회 졸업식 거행(졸업생 208명)
- 1996.03.01 위성초등학교로 개명
- 1999.09.01 팔령초등학교 통합
- 2014.02.19 제44회 졸업 (졸업생 총수 6982명)
- 2014.09.01 제16대 마경수 교장 부임

## 참고 자료
- 위성초등학교 - 한국교육학술정보원 학교알리미